# Таблица на символите
Таблица на символите (на английски: Character Map) е инструмент, включен в операционната система Microsoft Windows, който се използва за визуализирането на символи, в който и да е от инсталираните шрифтове за справка на какъв вход от клавиатурата отговаря даден символ, както и за копиране на символи в клипборда, което замества писането им. Приложението е полезно за въвеждане на специални символи.
Подробен изглед (Advanced View) се ползва за изследване на редица символи в някакъв шрифт, зависим от различни кодирания, включително Уникод и за намиране на определени символи по техни зададени Уникод параметри. За Уникод шрифтовете, символите могат да бъдат подредени по техните Уникод субобхвати.
Таблицата на символите може да се отвори от:
Start\Run\charmap
Start\All Programs\Accessories\System Tools\Character Map
|  | Тази страница частично или изцяло представлява превод на страницата Character Map в Уикипедия на английски. Оригиналният текст, както и този превод, са защитени от Лиценза „Криейтив Комънс – Признание – Споделяне на споделеното“, а за съдържание, създадено преди юни 2009 година – от Лиценза за свободна документация на ГНУ. Прегледайте историята на редакциите на оригиналната страница, както и на преводната страница, за да видите списъка на съавторите. ВАЖНО: Този шаблон се отнася единствено до авторските права върху съдържанието на статията. Добавянето му не отменя изискването да се посочват конкретни източници на твърденията, които да бъдат благонадеждни. |